# Charinus wanlessi
Espèce
Synonymes
- Charinides wanlessi Quintero, 1983

Charinus wanlessi est une espèce d'amblypyges de la famille des Charinidae.

## Distribution
Cette espèce est endémique de Cuba. Elle se rencontre dans les provinces de Santiago de Cuba et de Granma.

## Habitat
Cette espèce est troglophile.

## Description
Le mâle holotype mesure 7,2 mm.
La carapace du mâle holotype décrit par Miranda, Giupponi, Prendini et Scharff en 2021 mesure 2,40 mm de long sur 3,20 mm.

## Systématique et taxinomie
Cette espèce a été décrite sous le protonyme Charinides wanlessi par Quintero en 1983. Elle est placée dans le genre Charinus par Delle Cave en 1986.

## Étymologie
Cette espèce est nommée en l'honneur de Fred R. Wanless.

## Publication originale
- Quintero, 1983 : « Revision of the amblypygid spiders of Cuba and their relationships with the Caribbean and continental American amblypygid fauna. » Uitgaven Natuurwetenschappelijke Studiekring voor Suriname en de Nederlandse Antillen, no 111, p. 1-54 (texte intégral).